# Hemingway (single)
Hemingway is een single van de Nederlandse band BLØF afkomstig van het album Umoja. De single werd uitgebracht op 5 mei 2006. Het nummer werd in de plaats Santa Fè, Havana in Cuba opgenomen op de verande van een huis aan zee in maart 2004, in het kader van de wereldreis die BLØF maakte voor de opnamen van Umoja. Het is een nummer samen met Eliades Ochoa.
De B-kant van de single bestaat een akoestische versie van het nummer Aanzoek zonder ringen opgenomen in de Fendal Studios in Loenen aan de Vecht op 18 september 2005.

## Uitgaven en tracklists
Cd-single
1. "Hemingway" met Eliades Ochoa
2. "Aanzoek zonder ringen (akoestisch)"

Dvd-single
1. "Hemingway (video)" met Eliades Ochoa
2. "Aanzoek zonder ringen (video van akoestische versie)"
3. "Buick '51: Rijden door Havana (minidocumentaire/making of Hemingway)"
4. "Fotogalerij"

## Hitnoteringen
| "Hemingway" in de Nederlandse Top 40 binnen: 13-05-2006 | "Hemingway" in de Nederlandse Top 40 binnen: 13-05-2006 | "Hemingway" in de Nederlandse Top 40 binnen: 13-05-2006 | "Hemingway" in de Nederlandse Top 40 binnen: 13-05-2006 | "Hemingway" in de Nederlandse Top 40 binnen: 13-05-2006 | "Hemingway" in de Nederlandse Top 40 binnen: 13-05-2006 | "Hemingway" in de Nederlandse Top 40 binnen: 13-05-2006 | "Hemingway" in de Nederlandse Top 40 binnen: 13-05-2006 | "Hemingway" in de Nederlandse Top 40 binnen: 13-05-2006 | "Hemingway" in de Nederlandse Top 40 binnen: 13-05-2006 | "Hemingway" in de Nederlandse Top 40 binnen: 13-05-2006 | "Hemingway" in de Nederlandse Top 40 binnen: 13-05-2006 | "Hemingway" in de Nederlandse Top 40 binnen: 13-05-2006 |
| Week:                                                   | 1                                                       | 2                                                       | 3                                                       | 4                                                       | 5                                                       | 6                                                       | 7                                                       | 8                                                       | 9                                                       | 10                                                      | 11                                                      |                                                         |
| ------------------------------------------------------- | ------------------------------------------------------- | ------------------------------------------------------- | ------------------------------------------------------- | ------------------------------------------------------- | ------------------------------------------------------- | ------------------------------------------------------- | ------------------------------------------------------- | ------------------------------------------------------- | ------------------------------------------------------- | ------------------------------------------------------- | ------------------------------------------------------- | ------------------------------------------------------- |
| Positie:                                                | 24                                                      | 8                                                       | 8                                                       | 10                                                      | 10                                                      | 15                                                      | 20                                                      | 32                                                      | 27                                                      | 32                                                      | 32                                                      | uit                                                     |

### NPO Radio 2 Top 2000
| Nummer met noteringen in de NPO Radio 2 Top 2000 | '07 | '08  | '09 | '10 | '11  | '12  | '13  | '14  | '15  | '16  | '17  | '18  | '19 | '20  |
| ------------------------------------------------ | --- | ---- | --- | --- | ---- | ---- | ---- | ---- | ---- | ---- | ---- | ---- | --- | ---- |
| Hemingway                                        | 380 | 1643 | 797 | 776 | 1114 | 1073 | 1205 | 1382 | 1602 | 1672 | 1779 | 1880 | -   | 1731 |

1. ↑  Een '-' betekent dat het nummer niet was genoteerd en een vetgedrukt getal geeft de hoogste notering aan.
2. ↑  2007 was het eerste jaar met een notering voor dit nummer.
3. ↑  Deze tabel is bijgewerkt tot en met de laatste editie (2024).